# Acción dramática
En la teoría teatral, la acción dramática es el  mayor que lleva más adelante a una obra de teatro desde su inicio hasta su desenlace o final.  Se expresa a través de la construcción de eso que algunos autores llaman la frase dramática, que no es otra cosa que unas pocas palabras que contienen las características de la propia acción dramática, y a través de la cual se ponen de manifiesto la anécdota y la trama.  Por ejemplo matar al rey Claudio  podría ser la acción dramática de Hamlet, de William Shakespeare y devolverle la seguridad a las playas sería la acción dramática del film Tiburón de Steven Spielberg.
La acción dramática se ve determinada en cuanto a su progresión por el conflicto dramático.
El desarrollo de este conflicto supone realizar, o causar que ocurran determinados eventos.  Esto lo realizan quienes encarnan las fuerzas que luchan (los personajes). Así, a la acción dramática se opone una acción contraria, y este conflicto asegura el desarrollo de la obra.  La resolución del conflicto significa el fin de la obra, ya sea dramática o cinematográfica. 
Así, según John Howard Lawson, la acción dramática es el resultado del conflicto entre dos voluntades conscientes, opuestas entre sí, que son protagonista y antagonista. Dicho conflicto de voluntades termina en un desenlace.  Los cambios que genera la acción dramática y su resolución transforman al personaje, a su oponente y a su entorno.
En el mundo dramático, el ambiente se encuentra determinado por el   
1-espacio  
2-tiempo.
Cuando decimos ambiente, nos referimos a la situación en la que se desarrolla la obra, al lugar físico, y al tiempo en el que se mueven los personajes.  
Es decir, el ambiente total en el que la obra se lleva a cabo, estará condicionado por el espacio y el tiempo.  
Revisemos estos elementos por separado.
Distintos lugares.
- Datos: Q8186941